# Jean Colpin
Pour les articles homonymes, voir Colpin.
Jean Colpin, né le 26 avril 1928 à Jumilhac-le-Grand et mort le 17 janvier 1985 à Paris 19e, est un homme politique français.

## Biographie
Issu d'un milieu bourgeois, Jean Colpin a une enfance assez difficile après la mort de sa mère et le quasi-abandon par son père qui confie son éducation à ses grands-parents lillois.
Après des études d'architecture avortées, il travaille comme cadre en région parisienne, puis à partir de 1952 à Lille.
C'est de cette année-là que date le début de son engagement : il adhère au Parti communiste, en même temps que sa jeune épouse Françoise, future journaliste. Dans le même temps, il s'engage dans le syndicalisme et devient délégué (CGT) du personnel en 1953. Secrétaire de la cellule communiste de Saint-André en 1954, il est chargé l'année suivante du secrétariat fédéral à l'organisation et permanent du parti.
Ce n'est qu'en 1970, cependant, après 16 ans de service dans sa fédération, qu'il entre au comité central. Il déménage alors en région parisienne. Au congrès suivant, en 1972, il entre au bureau politique avec la responsabilité de la jeunesse. Deux ans plus tard, il est chargé du très important secteur des entreprises, et mène une campagne de terrain intense qui débouchera sur la publication d'un ouvrage : Communistes à l’entreprise, des travailleurs témoignent (1979). En 1976, il est promu au secrétariat du parti.
Après 1981, il est l'objet de critiques assez vives de la part de la direction communiste, qui lui reproche la faible efficacité de son travail en direction des ouvriers, et lui impute implicitement la perte d'influence électorale du PCF sur ce secteur. Maintenu au bureau politique, il perd son poste de secrétaire aux entreprises : il est dès lors chargé de la formation des cadres du parti, secteur en forte réduction d'activité dans les années 80. 
Il entre alors dans une profonde dépression et met fin à ses jours en 1985. Il est enterré au cimetière du Père-Lachaise (97e division).